# Glossogobius intermedius
Glossogobius intermedius es una especie de peces de la familia de los Gobiidae en el orden de los Perciformes.

## Morfología
Los machos pueden llegar a alcanzar los 14 cm de longitud total.

## Distribución geográfica
Se encuentra en Sulawesi (Indonesia).

## Observaciones
Es inofensivo para los humanos.